# 李僙
李僙（8世纪—791年2月15日），唐朝皇子，唐肃宗第九子。

## 生平
生年不详，至少在726年后。至德二载（757年）十二月，唐肃宗收复长安后，封李僙为襄王。李僙一直住在十六宅，直到贞元七年（791年）正月初八去世。他的曾孙李煴在886年一度自立为帝。

## 家庭

### 母
- 裴昭仪，唐肃宗后宫昭仪。

### 子
1. 伊吾郡王李宣
2. 乐安王李寀

## 延伸阅读
[在维基数据编辑]
 《舊唐書·卷116》，出自刘昫《舊唐書》